# Ceraclea dissimilis
Ceraclea dissimilis är en nattsländeart som först beskrevs av Stephens 1836.  Ceraclea dissimilis ingår i släktet Ceraclea och familjen långhornssländor. Arten är reproducerande i Sverige. Inga underarter finns listade i Catalogue of Life.

## Bildgalleri

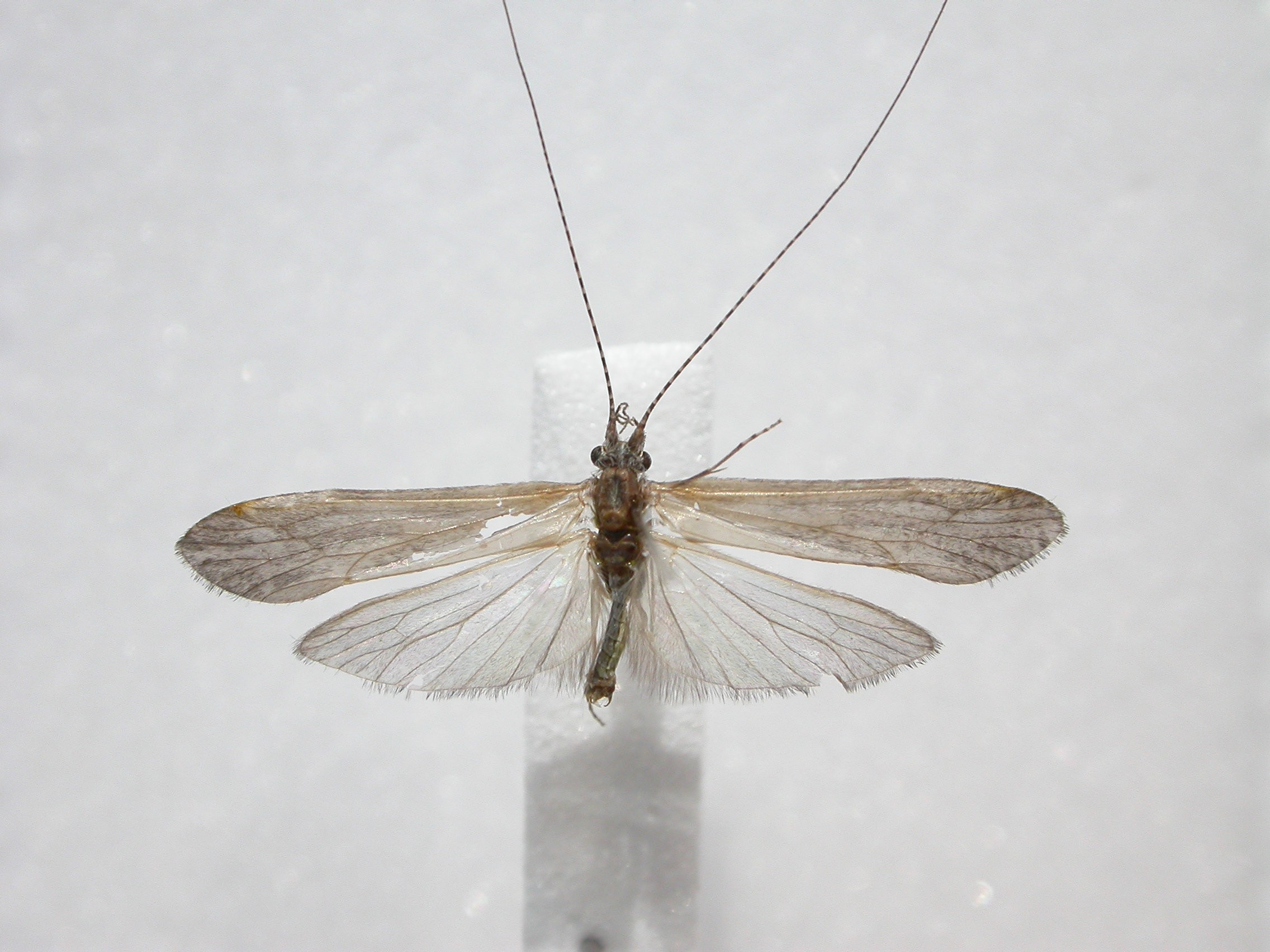
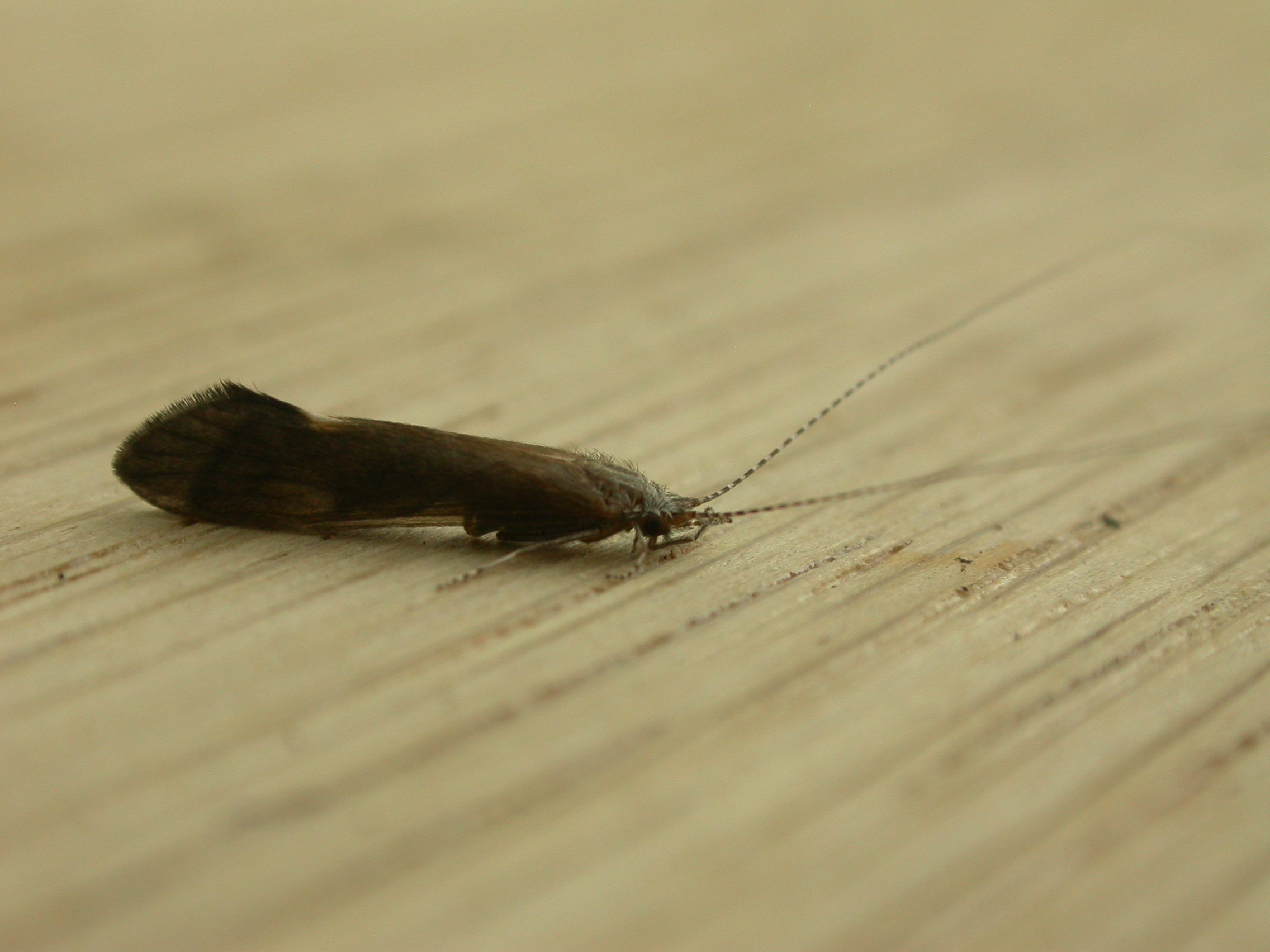